# Vó Maria
Vó Maria é um documentário de curta-metragem brasileiro de 2011, dirigido por Tomás von der Osten.

## Sinopse
Com duração de 6 minutos e 10 segundos, o filme relata as lembranças de três gerações de mulheres (avó, mãe e filha) sobre a matriarca da família.

## Prêmio
O filme foi premiado na Mostra de Cinema de Tiradentes de 2011 na categoria "Melhor curta metragem da amostra Foco".